# Celastrina ceyx
Celastrina ceyx är en fjärilsart som beskrevs av De Nicéville 1892. Celastrina ceyx ingår i släktet Celastrina och familjen juvelvingar. Inga underarter finns listade i Catalogue of Life.